# Bendisodes
Bendisodes là một chi bướm đêm thuộc họ Erebidae.

## Các loài
- Bendisodes aeolia (Druce, 1890)